# 44574 Lavoratti
44574 Lavoratti este un asteroid din centura principală de asteroizi.

## Descriere
44574 Lavoratti este un asteroid din centura principală de asteroizi. A fost descoperit pe 4 aprilie 1999 la San Marcello Pistoiese de Luciano Tesi și Maura Tombelli. Asteroidul prezintă o orbită caracterizată de o semiaxă mare de 2,36 ua, o excentricitate de 0,11 și o înclinație de 2,6° în raport cu ecliptica.